# Miltenberg, Tyskland
Miltenberg är en stad i Landkreis Miltenberg i Regierungsbezirk Unterfranken i förbundslandet Bayern i Tyskland. Den i Sverige verksamme kompositören Joseph Martin Kraus är från staden.

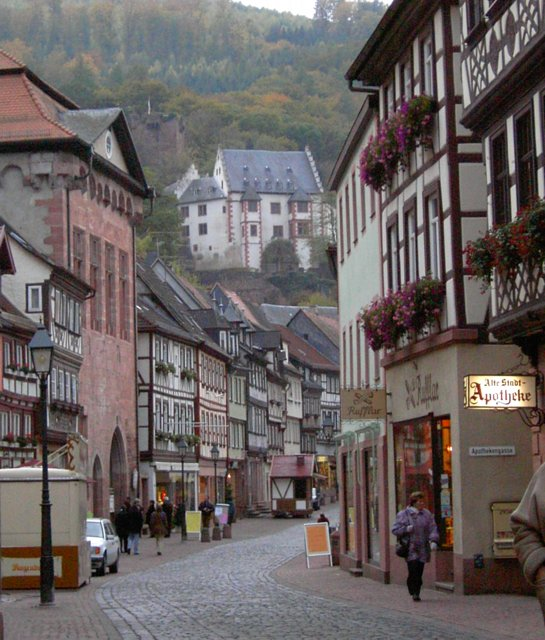